# الوطن (جريدة سورية)
الوطن صحيفة سورية يومية سياسية مستقلة. تصدر عن الشركة العربية السورية للنشر والتوزيع.

## الترخيص
بتاريخ 6 نوفمبر 2006م صدر ترخيص الوطن وهي الصحيفة الأولى الخاصة التي تمنح ترخيصا سياسيا منذ حوالي أربعة عقود أي منذ وصول البعث إلى السلطة عام 1963م ومما يذكر أيضا أن عدد صفحات الوطن 16 صفحة.

## التحرير
- رئيس التحرير: وضاح عبد ربه[3]
- مدير التحرير: جانبلات شكاي[3]
- المدير الفني: لارا توما[3]

## مكاتب
- دمشق دمشق ـــ المنطقة الحرة بناء الوطن هاتف:2137400/3065 -011 فاكس الإدارة: 2139928 -011 فاكس التحرير 88279840 – 011
- حلب حلب ــ الجميلية ــ مقابل صالة معاوية ــ سنتر الشرق الأوسط ــ طابق 5 هاتف: 2277256-021 تليفاكس: 2277257-021
- حمص حمص ـــ بناء البلازا غرب مبنى المحافظة طابق ثالث هاتف: 2454020 - 031 فاكس: 454021 2- 031
- اللاذقية اللاذقية ـــ شارع المغرب العربي مقابل مالية اللاذقية بناء البازيدو 36 طابق أول هاتف: 231218 - 041 فاكس: 231218 - 041
- طرطوس طرطوس ـــ الكورنيش الشرقي مقابل مركز خدمات سيريتل ـــ هاتف: 327455-043 ـــ فاكس: 313090

## وصلات خارجية
- موقع الجريدة
- موقع الوطن أونلاين الإخباري